# Ceryx fuscicornis
Ceryx fuscicornis là một loài bướm đêm thuộc phân họ Arctiinae, họ Erebidae.